# Ónfalo

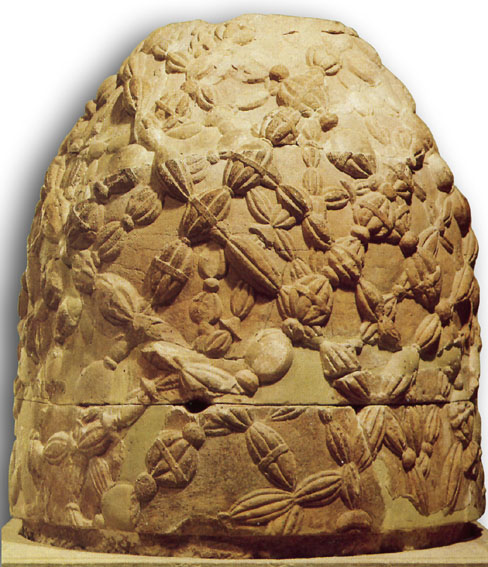
Ónfalo de Delfos que se exhibe en el museo.

El ónfalo (del griego antiguo ὀμφαλός omphalós, 'ombligo') es un antiguo betilo o artefacto pétreo de uso religioso originario del ádyton del oráculo de Delfos, en la Antigua Grecia. Según la mitología, sería la piedra (según algunas versiones, la misma que su padre Crono había engullido en su lugar) dejada por Zeus en el centro (ombligo) del mundo.

## Descripción
El ombligo ha sido, desde tiempos remotos en el Viejo Mundo, el símbolo del centro. A partir de ese centro se creía que se había realizado la creación del mundo. Se sabe de la existencia de este símbolo en muy diversos pueblos. Su colocación en un lugar escogido otorgaba su sacralización y lo convertía en el centro del mundo. El historiador y geógrafo griego Pausanias escribió sobre el ónfalo y decía de él que era el símbolo del centro cósmico donde se crea la comunicación entre el mundo de los hombres, el mundo de los muertos y el de los dioses:

Lo que los delfios llaman el Ónfalo está hecho de mármol blanco y dicen los delfios que es el centro de la tierra, y Píndaro en uno de sus cantos dice la misma cosa.

En el lugar sagrado de Delfos fue descubierto en el siglo XIX el gran yacimiento del recinto sagrado, dedicado al dios solar Apolo. Muchas de las piezas encontradas fueron llevadas al museo que se creó para estos descubrimientos y entre ellas una copia romana del ónfalo que se guardaba en aquel lugar. El original estaba en el interior del templo de Apolo y una de las copias de mármol es la que vio Pausanias delante del edificio. La red de bandas de lana que recubría el ónfalo estaba representada en relieve sobre la piedra. En el original los nudos estaban adornados con piedras preciosas tallados en forma de cabeza de Gorgona y con dos águilas en la parte superior.
La leyenda cuenta que Zeus hizo volar dos águilas o dos cuervos desde dos puntos opuestos del Universo. Las aves llegaron a encontrarse en Delfos, en el lugar donde hay una piedra cónica llamada ónfalo. La piedra, en forma de medio huevo, fue encontrada durante las excavaciones cerca del templo de Apolo. Estas piedras que representaban el ombligo del mundo simbolizaban el centro o lugar a partir del cual se había iniciado la creación del mundo. Al colocarlas en un determinado espacio, se le sacralizaba y convertía en centro religioso. En el caso del ónfalo de Delfos, este santuario se convirtió en el ombligo o centro religioso de toda Grecia.
En algunas monedas encontradas en el recinto se puede ver la imagen del ónfalo, esquematizada y representada por un punto en el centro de un círculo.